# Miss International Queen Vietnam
Miss International Queen Vietnam (tên cũ: The Tiffany's Vietnam) là một chương trình truyền hình thực tế tại Việt Nam dành cho phụ nữ chuyển giới (chuyển đổi giới tính từ nam sang nữ). Người đạt danh hiệu Miss International Queen Vietnam sẽ đại diện Việt Nam tham dự cuộc thi Hoa hậu Chuyển giới Quốc tế tổ chức tại Thái Lan.
Đương kim quán quân của cuộc thi Miss International Queen Vietnam là Hà Tâm Như đến từ Vĩnh Long.

## Lịch sử và ý nghĩa

### Sáng lập và quá trình phát triển
Hoa hậu Chuyển giới Quốc tế là cuộc thi sắc đẹp lớn dành cho các người đẹp chuyển giới trên khắp thế giới, diễn ra thường niên tại Thái Lan. Cuộc thi này được khởi xướng từ năm 2004, nhằm giúp những phụ nữ chuyển giới tự tin hơn khi được xã hội chấp nhận. Năm 2018, Hương Giang Idol, một nghệ sĩ chuyển giới nổi tiếng tại Việt Nam, đã đăng kí tham gia cuộc thi và dành chiến thắng cuộc thi. Sau đó, tối ngày 30 tháng 3 năm 2018, ca sĩ Nguyễn Hương Giang đã tổ chức một buổi tiệc để cảm ơn mọi người đã ủng hộ mình trong quá trình tham gia cuộc thi Hoa hậu Chuyển giới Quốc tế 2018. Theo đó, sau quá trình đàm phán, làm việc, cô đã trở thành người sở hữu bản quyền của Hoa hậu Hoàn vũ Tiffany tại Việt Nam kiêm giám đốc quốc gia của cuộc thi Miss International Queen tại Việt Nam. Cuộc thi sẽ diễn ra với mục đích tìm kiếm đại diện Việt Nam tại đấu trường Hoa hậu Chuyển giới Quốc tế.
Mùa giải đầu tiên với tên gọi Chinh phục hoàn mỹ – The Tiffany Vietnam được phát sóng trên kênh VIVA Show của nền tảng YouTube từ ngày 14 tháng 12 năm 2018, tập đầu tiên đạt 1,6 triệu lượt xem và các tập sau đó đều đạt trên 700 nghìn lượt xem. Đến ngày 11 tháng 1 năm 2019, đêm chung kết được diễn ra với chiến thắng thuộc về Đỗ Nhật Hà đến từ Thành phố Hồ Chí Minh. Hai năm sau đó, cuộc thi quay trở lại với tên gọi Đại sứ hoàn mỹ, lấy tên chính thức là Miss International Queen Vietnam, khẩu hiệu "Love Yourself". Mùa giải 2020 có quy mô lớn hơn, mang rõ hơn tính chất của một cuộc thi sắc đẹp, cùng với đó, sở hữu dàn huấn luyện viên dày dặn kinh nghiệm bao gồm Nguyễn Minh Tú (Top 10 Hoa hậu Siêu quốc gia 2018), Hoàng Thị Thùy (Top 20 Hoa hậu Hoàn vũ 2019), Nguyễn Hà Kiều Loan (Top 10 Hoa hậu Hòa bình Quốc tế 2019), các giám khảo Võ Hoàng Yến, Xuân Lan... Cuộc thi đã được báo chí và công chúng quan tâm mạnh mẽ. Đêm chung kết diễn ra vào ngày 16 tháng 1 năm 2021 (phát sóng ngày 23 tháng 1 năm 2021) đã tìm ra ngôi vị cao nhất là Phùng Trương Trân Đài đến từ California, Hoa Kỳ. Tháng 10 năm 2022, Đại sứ hoàn mỹ – Miss International Queen Vietnam 2023 bắt đầu được tổ chức với chủ đề "Brave Purple - Màu sắc dũng cảm". Ngay từ khi chính thức khởi động lại đường đua năm nay, cuộc thi đã thu hút sự chú ý của fan sắc đẹp. Dàn cast có sự góp mặt của những tên tuổi đình đám: Hoa hậu Hương Giang giữ vai trò host; Ban giám khảo bao gồm Dược sĩ Tiến, doanh nhân Song Hà và siêu mẫu Lukkade. Ngay sau đó, ban tổ chức cũng đã công bố 4 vị trí HLV quan trọng nhất chương trình, bao gồm: Á hậu Huỳnh Phạm Thủy Tiên, Á hậu Chế Nguyễn Quỳnh Châu, Á hậu Mai Ngô và Siêu mẫu quốc tế 2022 Bùi Quỳnh Hoa. Chung kết cuộc thi diễn ra vào tháng 4 năm 2023, Nguyễn Hà Dịu Thảo đến từ Hải Dương đã xuất sắc giành được vị trí cao nhất.

## Bê bối
Ngày 23 tháng 2 năm 2023, sự kiện công bố top 20 Hoa hậu Chuyển giới Việt Nam bị huỷ vào phút chót do Sở Thông tin và Truyền thông ra văn bản không chấp nhận việc tổ chức họp báo.
Tối 8 tháng 4 năm 2023. chung kết Hoa hậu Chuyển giới Việt Nam 2023 bị khán giả phàn nàn vì khâu tổ chức thiếu chuyên nghiệp, không sắp xếp đủ ghế ngồi cho khán giả, chương trình có nhiều tình tiết kéo dài, giám khảo không có mặt được gọi tên để đặt câu hỏi cho thí sinh, âm thanh lẫn tạp âm, giám khảo dùng điện thoại khi thí sinh đang thi,...
Sáng 9 tháng 4, đại diện Sở Văn hóa và Thể thao Thành phố Hồ Chí Minh thông báo cuộc thi này là hoạt động thi người đẹp chưa được sự chấp thuận của cơ quan chức năng. Chiều 13 tháng 4, bà Nguyễn Mỹ Hạnh, Phó Chánh văn phòng Sở Văn hóa - Thông tin TP Hồ Chí Minh đã thông tin về việc xử phạt đối với cuộc thi. Bà Hạnh cho biết, tối 8 tháng 4, Thanh tra Sở cử Thanh tra viên phối hợp với Đội An ninh Công an Quận 12 (do Phòng PA03 yêu cầu phối hợp) và Phòng Văn hóa và Thông tin Quận 12, UBND phường Tân Thới Nhất, Quận 12 đến kiểm tra tại địa điểm đang diễn ra cuộc thi này. Đoàn kiểm tra đã yêu cầu dừng chương trình nhưng đơn vị không chấp hành. Ngày 10 tháng 4, Thanh tra Sở tiếp tục làm việc với Hương Giang Entertainment, tại buổi làm việc Giám đốc Hương Giang Entertainment thừa nhận công ty đã tổ chức thi người đẹp mà không có văn bản chấp thuận. Sau vụ việc này, đơn vị tổ chức cuộc thi đã bị phạt 55 triệu đồng.

## Thể lệ và giải thưởng

### Thể lệ
- Giới tính: nam, nữ
- Công dân Việt Nam, từ 18 tuổi trở lên hiện đang sinh sống trong và ngoài lãnh thổ Việt Nam
- Có chiều cao từ 1m57 trở lên
- Không chịu sự quản lý độc quyền bởi các công ty, đơn vị, tổ chức trong và ngoài nước (tính đến thời điểm dự thi)
- Không có tiền án, tiền sự; không trong thời gian bị truy cứu trách nhiệm hình sự
- Đáp ứng các tiêu chí của cuộc thi do Ban tổ chức quy định
- Có tư cách đạo đức tốt
- Không là thí sinh đã từng đại diện Việt Nam tại cuộc thi Hoa hậu Chuyển giới Quốc tế

## Các lần tổ chức
| Năm  | Phiên bản chương trình                            | Địa điểm tổ chức                                            | Ngày tổ chức        | Người dẫn chương trình                       | Huấn luyện viên                                                      | Giám khảo chính                                                             |
| 2025 | Miss International Queen Vietnam 2025             | Quảng trường Bikini Beach, NovaWorld Phan Thiết, Bình Thuận | 10 Tháng 5 năm 2025 | Đặng Dương Thanh Thanh Huyền, Phan Trung Hậu | Bùi Quỳnh Hoa, Chế Nguyễn Quỳnh Châu, Lê Hoàng Phương, Vũ Thúy Quỳnh | Hương Giang, Minh Tú, Nguyễn Huỳnh Như, Lê Linh, Thái Hoàng Sơn             |
| 2023 | Đại sứ hoàn mỹ - Miss International Queen Vietnam | Phim trường Zoom, Thành phố Hồ Chí Minh                     | 8 tháng 4 năm 2023  | Đức Bảo, Đỗ Nhật Hà                          | Mai Ngô, Thủy Tiên, Chế Nguyễn Quỳnh Châu, Bùi Quỳnh Hoa             | Hương Giang, Lukkade Metinee, Dược sĩ Tiến, Hoàng Song Hà, Nguyễn Huỳnh Như |
| 2020 | Đại sứ hoàn mỹ - Miss International Queen Vietnam | Phim trường BHD, Thành phố Hồ Chí Minh                      | 16 tháng 1 năm 2021 | Vũ Mạnh Cường, Thùy Dung                     | Minh Tú, Hoàng Thùy, Kiều Loan                                       | Hương Giang, Võ Hoàng Yến, Oanh Lê, Dược sĩ Tiến                            |
| 2018 | Chinh phục hoàn mỹ - The Tiffany Vietnam          | Nhà thi đấu Tân Bình, Thành phố Hồ Chí Minh                 | 11 tháng 1 năm 2019 | Anh Quân, Mỹ Linh                            | Khả Trang - Mạch Huy, Phí Phương Anh - Adrian Anh Tuấn               | Hương Giang, Di Băng, Dược sĩ Tiến                                          |

## Danh hiệu
| Năm  | Hoa hậu                            | Á hậu 1                                  | Á hậu 2                         |
| 2018 | Đỗ Nhật Hà (Thành phố Hồ Chí Minh) | Nguyễn Phương Vy (Thành phố Hồ Chí Minh) | Bùi Đình Hoài Sa (An Giang)     |
| 2020 | Phùng Trương Trân Đài (California) | Lương Mỹ Kỳ (Tiền Giang)                 | Nguyễn Phạm Tường Vi (Đắk Nông) |
| 2023 | Nguyễn Hà Dịu Thảo (Hải Dương)     | Nguyễn Tường San (Khánh Hòa)             | Nguyễn An Nhi (Vĩnh Long)       |
| 2025 | Hà Tâm Như (Vĩnh Long)             | Nguyễn Cao Minh Anh (Hà Nội)             | Nguyễn Thủy Tiên (Hải Dương)    |

## Dự thi quốc tế

### Đại diện Việt Nam tại Hoa hậu Chuyển giới Quốc tế

#### Danh sách
Chú thích
- : Hoa Hậu
- : Á Hậu
- : In Top
- : Không thành tích

| Năm  | Đại diện              | Danh hiệu                                                                                 | Quê quán              | Thứ hạng                 | Giải thưởng phụ |
| 2025 | Hà Tâm Như            | Miss International Queen Vietnam 2025                                                     | Vĩnh Long             | TBA                      | TBA |
| 2024 | Nguyễn Tường San      | 1st Runner-up Miss International Queen Vietnam 2023 Miss International Queen Vietnam 2024 | Khánh Hòa             | 2nd Runner-up            | 5 - - Giải ba Hoa hậu Tài năng - Người sở hữu làn da đẹp nhất - Trang phục dân tộc đẹp nhất - Trình diễn bán kết tốt nhất - Hoa hậu Ảnh |
| 2023 | Nguyễn Hà Dịu Thảo    | Miss International Queen Vietnam 2023                                                     | Hải Dương             | Top 11                   | 3 - - Người đẹp bản lĩnh - Trang phục dân tộc đẹp nhất - Thí sinh được yêu thích nhất                                                   |
| 2022 | Phùng Trương Trân Đài | Miss International Queen Vietnam 2020                                                     | California            | Top 6                    | 1 - - Hoa hậu Tài năng |
| 2020 | Bùi Đình Hoài Sa      | 2nd Runner-up Miss International Queen Vietnam 2018                                       | An Giang              | Top 12                   | 2 - - Video giới thiệu ấn tượng đẹp nhất - Giải nhì Hoa hậu Tài năng                                                                    |
| 2019 | Đỗ Nhật Hà            | Miss International Queen Vietnam 2018                                                     | Thành phố Hồ Chí Minh | Top 6                    | 3 - - Video giới thiệu ấn tượng nhất - Top 5 Trang phục dạ hội đẹp nhất - Top 12 Hoa hậu Tài năng                                       |
| 2018 | Nguyễn Hương Giang    | Không                                                                                     | Hà Nội                | Miss International Queen | 2 - - Hoa hậu Tài năng - Video giới thiệu ấn tượng nhất                                                                                 |
| 2014 | Angelina May Nguyễn   | Không                                                                                     | Thành phố Hồ Chí Minh | Không đạt giải           | Không |

#### Thông tin các đại diện
- Năm 2014, Angelina May Nguyễn, một sinh viên gốc Việt ở Úc đã đăng kí tham gia cuộc thi nhưng không đạt thành tích nào. Cô là một gương mặt khá lạ lẫm và chưa từng có bất cứ hoạt động nào tại quê nhà.[11]
- Năm 2015, cuộc thi sắc đẹp đầu tiên dành cho người chuyển giới Miss Beauty đã diễn ra tại Thành phố Hồ Chí Minh, ngôi vị cao nhất thuộc về Bùi Đình Hoài Sa (khi đó với tên gọi là Hy Sa B), cô được ban tổ chức hỗ trợ toàn bộ chi phí dự thi Miss International Queen 2016 tại Thái Lan[12], tuy nhiên phía ban tổ chức cuộc thi gặp một số trục trặc và họ không thể gửi Hoài Sa đến cuộc thi. Sau đó, cô tiếp tục dự thi Hoa hậu Chuyển giới Việt Nam 2018 và giành giải á hậu 2, vì một số lý do cá nhân Phương Vy (á hậu 1) quyết định không tham gia Miss International Queen 2020 nên Hoài Sa chính thức được bổ nhiệm trở thành người đảm nhận vị trí đó.
- Năm 2017, Bella, tên thật là Lê Ngọc Mai quyết định tham gia Miss International Queen 2016 (cuộc thi bị lùi lại 1 năm do đám tang của quốc vương Bhumibol Adulyadej), trước đó, cô từng tham gia Biệt động phong cách 2016[13] và chụp hình cho nhiều quảng cáo, bìa tạp chí. Bella đã gửi video giới thiệu đến ban tổ chức và được đánh số báo danh chính thức, tuy nhiên, cô đã không đến Thái Lan để dự thi.
- Năm 2018, Hương Giang Idol, một ca sĩ chuyển giới nổi tiếng từ khi lọt top 4 Thần tượng âm nhạc: Vietnam Idol (mùa 4) đăng kí tham gia Hoa hậu Chuyển giới Quốc tế 2018. Cô đã xuất sắc vượt qua 27 thí sinh để trở thành nữ hoàng sắc đẹp tại cuộc thi Hoa hậu Chuyển giới Quốc tế 2018. Xuyên suốt cuộc thi, cô luôn được đánh giá cao.[14] Sau đó, cô trở về Việt Nam và mua bản quyền của cuộc thi[15], tổ chức cuộc thi sắc đẹp Hoa hậu Chuyển giới Việt Nam 2 năm 1 lần và bắt đầu từ năm 2023 tổ chức thường niên với quy mô rộng rãi cho tất cả phụ nữ chuyển giới Việt Nam.
- Từ năm 2019 đến nay, các thí sinh giành chiến thắng cuộc thi quốc gia sẽ trở thành đại diện của Việt Nam tại cuộc thi, đối với những năm không có Hoa hậu đăng quang cuộc thi quốc gia, các Á hậu (thường là Á hậu 1) sẽ được cử đi thi quốc tế vào năm đó; tất cả các đại diện đều mang danh hiệu Miss International Queen Vietnam chính thức.
- Năm 2024, ban tổ chức đã quyết định sản xuất một tập đặc biệt nhằm tìm ra người đại diện Việt Nam tại cuộc thi quốc tế. Hai ứng cử viên là Nguyễn Tường San và Nguyễn An Nhi (á hậu của cuộc thi quốc gia năm 2023) đã tham gia các vòng thi dạ hội, áo tắm và hùng biện, qua đó, ban giám kháo đã chọn ra Nguyễn Tường San trở thành Miss International Queen Vietnam 2024.

### Đại diện Việt Nam tại các cuộc thi khác

#### Miss Star International
| Năm  | Đại diện            | Thứ hạng                    | Quê quán              | Thứ hạng       | Giải thưởng phụ |
| 2024 | Trương Kim Kim      | Top 20 (2023)               | Thành phố Hồ Chí Minh | Top 11         |                 |
| 2023 | Trương Kim Kim      | Top 20 (2023)               | Thành phố Hồ Chí Minh | Top 11         |                 |
| 2021 | Đào Anh             | Top 25 (2020) Top 10 (2018) | Hà Nội                | Không tham gia | Không tham gia  |
| 2019 | Trần Nguyễn Ngọc Vi | Top 55 (2020) Top 5 (2018)  | Thành phố Hồ Chí Minh | Không tham gia | Không tham gia  |

#### Miss Equality World
| Năm  | Đại diện                         | Thứ hạng                    | Quê quán              | Thứ hạng            | Giải thưởng phụ                                                             |
| 2024 | Nguyễn Trang Nhung (Bolo Nguyễn) | Top 6 (2023) Top 9 (2020)   | Vĩnh Long             | Miss Equality World | 4 - - Top 3 Best in Swimsuit - Beauty Smile - Miss Photogenic - Best Talent |
| 2023 | Đỗ Tây Hà                        | Top 10 (2023) Top 15 (2020) | Thành phố Hồ Chí Minh | 4th Runner-up       |                                                                             |
| 2022 | Hồ Tường Danh                    | Top 15 (2020)               | Lâm Đồng              | Không đạt giải      | 2 - - Best Swimsuit - Best Photogenic                                       |

#### Miss Universe Trans
| Năm  | Đại diện         | Thứ hạng                    | Quê quán              | Thứ hạng       | Giải thưởng phụ |
| 2023 | Nguyễn Sử Yến Mi | Top 35 (2023) Top 10 (2018) | Khánh Hòa             | 1st Runner-up  |                 |
| 2023 | Đỗ Tây Hà        | Top 10 (2023) Top 15 (2020) | Thành phố Hồ Chí Minh | Không tham gia | Không tham gia  |

#### Miss Fabulous International
| Năm  | Đại diện    | Thứ hạng       | Quê quán   | Thứ hạng      | Giải thưởng phụ |
| 2023 | Lương Mỹ Kỳ | Á hậu 1 (2020) | Tiền Giang | 2nd Runner-up |                 |